# 名誉局長
名誉局長(めいよきょくちょう)とは局と称する組織、部署の長に贈られる名誉称号ないし栄誉職の一種。関連・類似する称号として名誉事務局長がある(本項で解説)。

## 名誉事務局長

### 世界保健機関(WHO)の名誉事務局長
世界保健機関(WHO)では、事務局長経験者に贈られる栄誉称号として名誉事務局長がある。著名な受称者としてはデンマーク出身の元事務局長で、結核予防の権威でもあるハーフダン・マーラーが知られ、1994年、日本訪問当時に、カイロ国際会議での日本のリーダーシップを求めたことが報道された。日本人ではポリオ撲滅運動に功績のあった中嶋宏が受称している。また、1998年にWHO事務局長を務め、後にノルウェー首相となったグロ・ハーレム・ブルントラントも名誉事務局長に選出されており、2004年、旭硝子財団からブループラネット賞を受賞したことでも知られている。

### 各種協会の名誉事務局長
タイ旅行業協会では理事会組織として、会長、4名の副会長、名誉事務局長、名誉会計に加えて、その他に広報部、登記コーディネーター、委員会役員など13名の役員で構成している。理事会では協会の政策決定、教会活動の監督を行う。理事会員は2年間任期で、名誉事務局長の下に事務局組織があり、95名にスタッフで運営され、製作、計画の実施を行っている。

### 日本国内における法人・団体の名誉事務局長
学校法人でも栄誉職として名誉事務局長を定めているケースがあり、日本では千葉学園などが定めている。また、都道府県単位で設立されている原水爆被災者の会でも名誉事務局長の呼称が定められている。

## 名誉局長

### テレビ局や地域振興団体の名誉局長
テレビ局では、2010年11月19日付けで、三重テレビ放送がタレントの萩本欽一を報道制作局、編成企画室の名誉局長に任命したことを発表し、地方放送局のPRに取り組むことを報じている。また、地域振興団体では東京都日野市にある日野新選組同好会名誉局長の峰岸弘行が幕末の新選組隊士姿で活動しており、日野市後援の下、2012年に開催された「ひの新選組まつり」でもPR活動したことが報道されている。

## 名誉支局長

### 新聞社の名誉支局長
新聞社の中には稀に名誉支局長を置くことがある。一例として作家の林真理子は自伝の中でスポーツ新聞の名誉支局長という肩書で五輪取材をした経験について回顧している記述がある。また、元マラソン選手のスポーツ・ジャーナリスト増田明美は大分県別府市で開催された別府大分毎日マラソンで主催元である毎日新聞社の一日移動支局で一日名誉支局長を務めている。

### 文献資料
- 林真理子著『地獄の沙汰も美女次第』（マガジンハウス、2014年）ISBN 4838770804

### 報道資料
- 『朝日新聞』2010年11月20日朝刊
- 『朝日新聞』2012年5月13日朝刊玉・1地方版
- 『毎日新聞』1994年6月4日東京朝刊
- 『毎日新聞』2010年2月9日地方版/大分版
- 『毎日新聞』2012年9月21日地方版/愛知
- 『読売新聞』1999年5月7日大阪朝刊
- 『読売新聞』2010年10月27日東京朝刊千葉2版
- 『読売新聞』2010年11月中部朝刊北勢版